# Vitaliy Shkurlatov
Vitaliy Vladimirovich Shkurlatov (en russe : Виталий Владимирович Шкурлатов ; né le 25 mai 1979 à Volgograd) est un athlète russe spécialiste du saut en longueur.

## Carrière

### Palmarès
| Date | Compétition                    | Lieu     | Résultat | Performance |
| ---- | ------------------------------ | -------- | -------- | ----------- |
| 1999 | Championnats d'Europe espoirs  | Göteborg | 2e       | 8,02 m      |
| 2000 | Championnats d'Europe en salle | Gand     | 3e       | 8,10 m      |
| 2001 | Championnats du monde en salle | Lisbonne | 8e       | 7,80 m      |
| 2002 | Championnats d'Europe en salle | Vienne   | 7e       | 7,95 m      |
| 2004 | Championnats du monde en salle | Budapest | 3e       | 8,28 m      |
| 2004 | Jeux olympiques                | Athènes  | 9e       | 8,04 m      |

### Records
| Épreuve          | Épreuve      | Performance | Lieu   | Date            |
| ---------------- | ------------ | ----------- | ------ | --------------- |
| Saut en longueur | En plein air | 8,23 m      | Toula  | 10 août 2003    |
| Saut en longueur | En salle     | 8,38 m      | Samara | 30 janvier 2000 |